# Evangelický kostel (Panenská ulice)
Malý evangelický kostel v Bratislavě na Panenské ulici (vstup z Lýcejní). Patří Evangelické církvi augsburského vyznání na Slovensku.

## Historie
Dnešní Malý kostel pro Slovensko-maďarskou část sboru postavili na místě zbouraného německého dřevěného artikulárního kostela. Panovnice Marie Terezie dovolila po Velkém kostele postavit i druhý (Malý) kostel, který podle projektů M. Walcha zrealizoval František Römisch. R. 1980 pod vedením prof. Kramára byl kostel obnoven.

## Architektura
Jednoduchý prostor se sbory ze tří stran má dnes dominantní průčelí s barokním oltářem a kazatelnou a obrazem o historii křesťanství a evangelíků u nás.

## Varhany
Varhany byly postaveny r. 1878 a jsou dílem jednoho z nejvýznamnějších Slovenských varhanářů Martina Saska z Brezové pod Bradlom.